# Luis Alberto Reyes
Luis Alberto Reyes Nuñez (19 de marzo de 1958) es un exfutbolista hondureño que actualmente es el cuarto goleador de la historia del FC Motagua. Dirigió al Motagua en el Clausura 2000 y ganó ese torneo.

## Trayectoria
Apodado "Chito", jugó como delantero desde la temporada 1976 hasta la 1985. Marcó tres goles en la final de liga de 1978-79.
Ha representado a la selección absoluta en 5 partidos de la exitosa clasificación para la Copa Mundial de 1982.

### Participaciones en Copas del Mundo
| Mundial                                | Sede  | Resultado    |
| -------------------------------------- | ----- | ------------ |
| Copa Mundial de Fútbol Juvenil de 1977 | Túnez | Primera fase |

## Palmarés

### Como jugador
| Título        | Equipo       | País     | Año     |
| ------------- | ------------ | -------- | ------- |
| Liga Nacional | C.D. Motagua | Honduras | 1978-79 |

### Como entrenador
| Título        | Equipo       | País     | Año      |
| ------------- | ------------ | -------- | -------- |
| Liga Nacional | C.D. Motagua | Honduras | Cl. 2000 |